# Лапидус, Иосиф Абрамович
Иосиф Абрамович Лапидус (1899—1941) — советский экономист, соавтор первого советского учебного пособия по политэкономии.

## Биография
Иосиф Абрамович Лапидус родился в 1899 году в городе Минске. В 1924 году окончил Московский государственный университет, после чего преподавал в различных высших учебных заведениях Москвы. С конца 1920-х годов был профессором кафедры политической экономии Московского инженерно-экономического института. С 1926 г. читал курс «Исторический материализм» в Московской горной академии.
Внёс большой вклад в становление политической экономии как науки и учебной дисциплины. В 1928 году Лапидус написал первый в Советском Союзе учебник по политической экономии «Политическая экономия в связи с теорией советского хозяйства» в двух томах, впоследствии восемь раз переиздававшийся и переведённый на многие иностранные языки[соавтор- К. В. Островитянов]. Кроме того, являлся автором многих научных работ, получивших широкое распространение в довоенном СССР.
В июле 1941 года Лапидус добровольцем поступил в формирования народного ополчения города Москвы и направлен на фронт Великой Отечественной войны. Воевал в должности начальника лаборатории отдельного медико-санитарного батальона 7-й Бауманской стрелковой дивизии народного ополчения (впоследствии преобразована в 29-ю стрелковую дивизию). Пропал без вести осенью 1941 года во время битвы за Москву — последнее письмо от него родственники получили 2 октября 1941 года. Сын И. А. Лапидуса получил извещение о том, что он пропал без вести, лишь в декабре 1945 года.
- Сын — советский физик Лев Иосифович Лапидус (1927—1986)[3]

## Сочинения
- Лапидус И. А., Чижов Б. А., Елпатьевский Д. В. Азбука агрономической работы. Учебник для массовых кружков, школ и самообразования по агрограмоте в Нижне-Волжском крае. 3-е изд. Саратов, 1930.
- Лапидус И. А. Буржуазная наука в борьбе с учением Маркса. Москва-Иваново. Партиздат, газетно-журнальный комбинат издательства «Рабочий край» в Иванове, 1933.
- Лапидус И. А. Журнал-учебник для заочных совпартшкол «Политическая экономия». Выпуск 7. Москва, 1933.
- Лапидус И. А. Место И. Г. Фихте в истории экономической мысли Германии: [Ст.]
- Лапидус И. А., Островитянов К. В. Политическая экономия. Издание 8-е. Соцэкгиз, «Образцовая» типография, 1934.
- Лапидус И. А. Предмет и метод политической экономии. Москва-Ленинград. Государственное издательство, типография «Нижполиграф», 1930.